# Przęstka
Przęstka (Hippuris L.) – rodzaj roślin należących do rodziny babkowatych (w dawniejszych systemach wyodrębniany w rodzinę przęstkowatych (Hippuridaceae Link). Obejmuje w zależności od ujęcia, albo pojedynczy, kosmopolityczny gatunek przęstka pospolita (Hippuris vulgaris) lub dwa (także Hippuris tetraphylla L.f.). W Polsce rośnie jeden gatunek – przęstka pospolita. Rośliny te występują w wodach słodkich. Nie mają większego znaczenia ekonomicznego, ale młode pędy spożywane są jako warzywo przez Inuitów. Charakterystyczny pokrój tych roślin jest powtarzany w świecie roślin przez wiele niespokrewnionych rodzajów (np. nadwodnik Elatine, rotala Rotala i Pogogyne).

## Morfologia
PokrójNagie byliny o płożących kłączach. Łodygi pływające lub prosto wznoszące się nad powierzchnią wody.
LiścieWyrastające w okółkach, równowąskie do jajowatych, całobrzegie. U H. vulgaris w jednym okółku wyrasta 8 wąskich i zaostrzonych liści, u H. tetraphylla 4 krótkie i tępe.
KwiatyJedno- lub obupłciowe, drobne, siedzące w kątach górnych liści. Okwiat zredukowany do rąbka na szczycie zalążni, która jest dolna i jednokomorowa. Szyjka słupka jest nitkowata, z brodawkowatym znamieniem na jej dolnej stronie. Pręcik pojedynczy z fioletowymi, z czasem brązowiejącymi pylnikami.
OwoceDrobne niełupki jednonasienne, barwy brązowej, długie do 2 mm i szerokie do 1,2 mm.

## Systematyka
Ze względu na specyficzną budowę rodzaj wyodrębniany był w odrębną rodzinę Hippuridaceae. Bywał też łączony z siostrzanym rodzajem – rzęślą (Callitriche) w rodzinę Callitrichaceae. Na przełomie XX i XXI wieku po uwzględnieniu odkryć o relacjach filogenetycznych opartych na badaniach molekularnych połączono te dwa rodzaje w plemię Callitricheae w obrębie rodziny babkowatych Plantaginaceae sensu lato. 
Wykaz gatunków
- Hippuris tetraphylla L. f.
- Hippuris vulgaris L. – przęstka pospolita

Oba gatunki tu zaliczane tworzą mieszańca – H. ×lanceolata Retz.